# گیلجین
گیلجین یک منطقهٔ مسکونی در ایران است که در استان زنجان واقع شده‌است. گیلجین ۱۸۵ نفر جمعیت دارد.